# Czołówka Spadowej Kopy

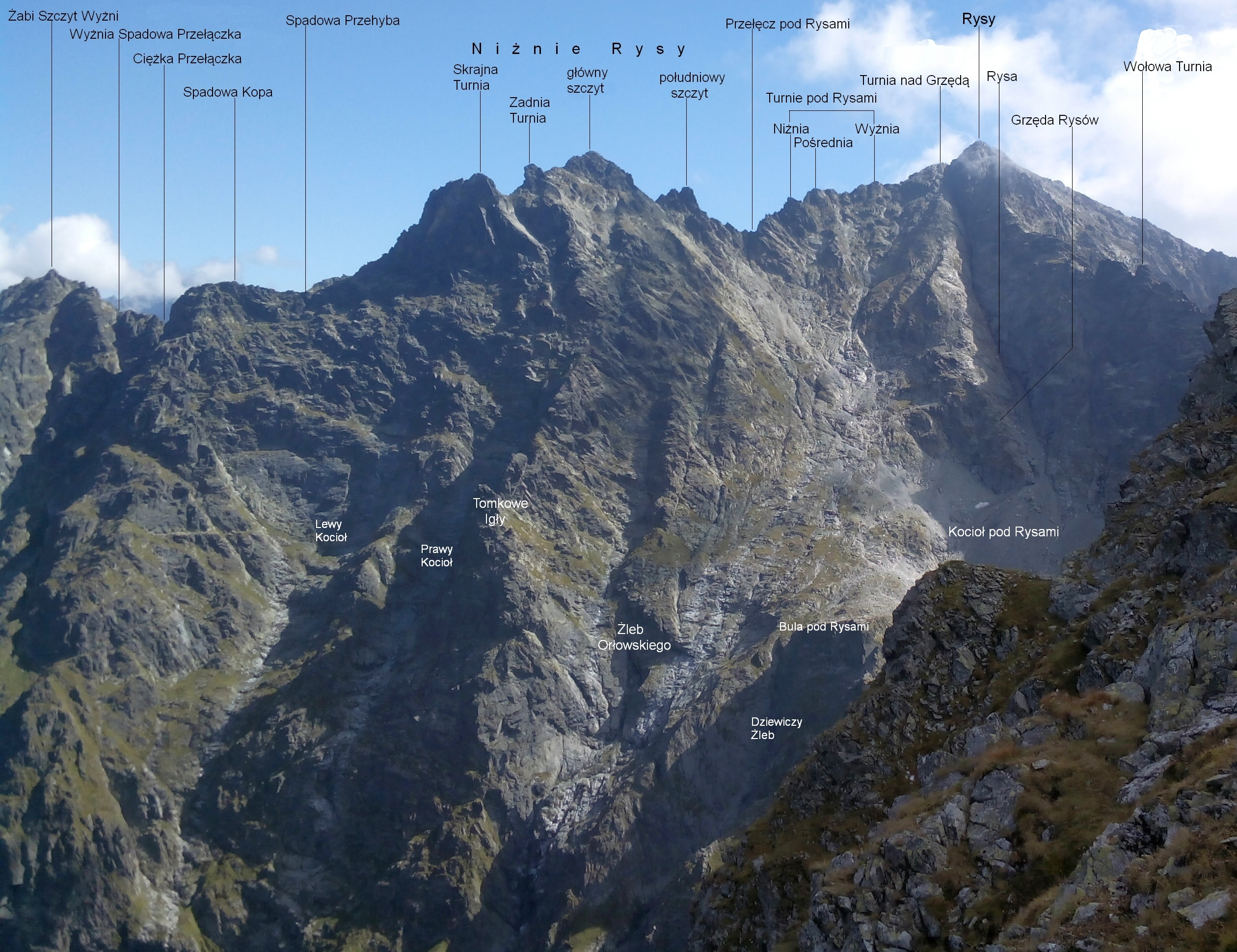
Widok na Spadową Kopę z Mięguszowieckiego Szczytu

Czołówka Kopy Spadowej (niem. Leitenkoppe-Stirnwand, słow. Čelovka Spádovej kopy, węg. Lejtő-púpi-homlokfal, 2252 m) – czołowa ściana zachodniego filara Kopy Spadowej w Tatrach Polskich. Znajduje się w północnej grani Rysów.
Podstawa ściany Czołówki K.S. znajduje się na wysokości około 1750 m. Od góry ogranicza ją Spadowa Ławka, od prawej strony komin, od lewej Spadowy Żleb, niżej Wyżni Białczański Żleb. Różnica wysokości między piargami u podstawy ściany, a Spadową Ławką wynosi około 200 m. Połowa tej wysokości jak określił Władysław Cywiński przypada na płytową ścianę o wyjątkowej urodzie. Są to lite płyty poprzedzielane okapami. Górna część ściany jest mniej stroma i jest w niej więcej trawników. Przez taterników coraz częściej bywa pomijana. Po pokonaniu największych trudności, zamiast wspinać się w łatwiejszym już terenie, wolą korzystając z zamontowanych punktów asekuracyjnych zjechać na linie i wracać do domu. Czołówka K.S. jest jednym z najbardziej w Tatrach Polskich popularnym rejonem wspinaczkowym. W sezonie letnim bywa około 100 razy pokonywana przez zespoły wspinaczkowe.
Wspinacze ponadawali nazwy poszczególnym formacjom skalnym. Jedyną wklęsłą formacją skalną jest Rynna Kunickiego, prowadzi nią jedna z dróg. Nazwę własną mają niektóre okapy: Romb. Długi Okap i Okap Skłodowskiego, jest też Płyta Skłodowskiego. Na Czołówce K. S. jest istna plątanina dróg wspinaczkowych, które krzyżują się z sobą i stykają, co daje możliwość tworzenia wielu ich kombinacji. Szczególnie popularne są drogi Pachniesz brzoskwinią i Skłodowski.

## Drogi wspinaczkowe
1. Droga Śmieszki i Janowskiego (prawym skrajem ściany); V+ w skali tatrzańskiej, 3 godz. 30 min
2. Misio (prawą częścią ściany); VII-, 4 godz.
3. Spadające młotki (środkową częścią ściany); VI, 4 godz.
4. Pachniesz Brzoskwinią; VII-, 2,5 godz.
5. Milicjanci; VI, 3 godz.
6. Skłodowski; VI, 2,5 godz.
7. Walka o ogień; VI, 3 godz.
8. Bastion; VII-, 2 godz.
9. Lewy Marcisz; VI-, 4 godz.
10. Parada wampirów; VII, 1 miejsce A1, 3 godz.
11. Parada słoni; V+, A1, 10 godz.
12. Tetrova cesta; VI, 3 godz.
13. Jak oskalpować Apacza; VII+, 2,5 godz.
14. Droga Kunickiego; V, 2 godz.
15. Syta Pępisia (lewym skrajem ściany); VII+ (OS), 6 godz.
16. Droga zjazdowa. Jest to solidnie obita punktami asekuracyjnymi droga zjazdowa, prowadząca wzdłuż drogi nr 4. Konieczne są 4 zjazdy, a maksymalna długość zjazdu wynosi 40 m[2]